# Rachel Portman
Rachel Portman o Rachel Mary Berkeley Portman (Haslemere, Anglaterra, 11 de desembre de 1960) és una compositora de cinema anglesa que feia història el 1996 quan es convertia en la primera compositora a guanyar un Oscar per Emma i posteriorment era nominada dues vegades més per les bandes sonores críticament aclamades de The Cider House Rules (1999) i Chocolat (2000). Li van concedir l'Orde de l'Imperi Britànic (OBE) l'any 2010 i és membre honorari del Worcester College, Oxford. A part de les seves nombrorses bandes sonores, destaca per les seves col·laboracions amb la BBC, d'on va sorgir una òpera basada en El Petit Príncep i la simfonia coral The Water Diviner's Tale entre d'altres.
El seu èxit en la seva professió es deriva, en primer lloc, d'una afinitat natural per les particularitats de la narrativa d'una pel·lícula i, en segon lloc, de la seva capacitat per forjar una articulació completa de la tesi emocional d'una pel·lícula mitjançant el seu do per al color i la narració. Les eleccions professionals de Portman complementen els seus dots compositius, i ha creat un niu únic com a compositora d'històries de mida humana, una raritat creixent en el món del cinema dominat per la taquilla de les dècades de 2000 i 2010.

## Biografia
Portman és filla de Sheila Margaret Penelope Mowat Portman i Berkeley Charles Berkeley Portman. Es va educar a la Charterhouse School i es va interessar per la música des de ben jove, començant a compondre als 14 anys.

### Primera etapa musical
Després d'acabar l'escola, Portman va estudiar música a Worcester College, Oxford, i composició amb Roger Steptoe. Va ser aquí on va començar el seu interès per compondre música per a pel·lícules. Va començar a experimentar amb escriure música per a pel·lícules estudiantils i produccions de teatre. Va compondre per a produccions al Oxford Playhouse i va fer la partitura per a una pel·lícula estudiantil, Privileged, que es va vendre a la BBC. La seva primera comissió professional per a la partitura d'una pel·lícula va venir de la mà de David Puttnam el 1982 amb Experience Preferred... But Not Essential.Més endavant va començar amb compondre música per a pel·lícules de la BBC i Channel 4 com ara Oranges Are Not the Only Fruit, Four Days in July de Mike Leigh i la sèrie The Storyteller de Jim Henson.

### Anys 1990 - 2000
Des del 1992 ha estat molt sol·licitada per a produccions de Hollywood i continua sent una de les poques compositores femenines que ha assolit un èxit significatiu en aquest àmbit. Amb Emma (1996) es va convertir en la primera dona compositora a rebre un Oscar. En una entrevista, parlant sobre quina creu que ha sigut la influència del seu èxit a l'hora de assentar un precedent per les dones compositores, Rachel Portman afirma que "Mai he pensat en mi mateixa com una dona compositora, només com una compositora. Mai m'havia plantejat que era una de les poques dones en la composició de bandes sonores quan vaig començar. Encara hi ha una enorme desigualtat a la indústria quan ara hi ha moltes dones compositores de bandes sonores amb gran talent. Espero que cada vegada sigui més i més comú veure dones compositores als crèdits de pel·lícules i de televisió al futur".
Les seves partitures cinematogràfiques abasten una varietat d'estils, tot i que és més coneguda per compondre textures clares dominades per les cordes, sovint ombrades amb línies líriques de fusta. Orquestra molta de la seva pròpia música, però també treballa estretament amb l'orquestrador Jeff Atmajian. Tot i que Portman es va fer coneguda com a compositora de comèdies romàntiques, la seva versatilitat es reflecteix en els molts gèneres que ha explorat des de finals de la dècada de 1990, que van des del drama seriós al thriller psicològic.
Portman va ser nomenada Oficial de l'Ordre de l'Imperi Britànic (OBE) el 2010.

### Col·laboracions
Entre les seves col·laboracions destaquen les dutes a terme amb Lasse Hallström a The Cider House Rules (1999) i Chocolat (2000), les bandes sonores de les quals van ser nominades als Oscars a la millor banda sonora. Les seves partitures per a Beloved (1998) i Manchurian Candidate (2004) del director Jonathan Demme són especialment impactants; totes dues es desvien del seu so orquestral més familiar. En particular, Beloved presenta veu solista, cor i instruments africans en lloc de l'orquestra completa. També ha col·laborat habitualment amb l'autor Michael Morpurgo i junts han escrit la nadala We Were There (2014) per la Royal Liverpool Philharmonic Orchestra i el Youth Chorus.
També destaquen les produccions que ha dut a terme amb la BBC.

### Estrenes
El 2003, la seva òpera basada en El Petit Princep de Saint-Exupéry es va estrenar al Houston Grand Opera i des de llavors s'ha interpretat a tots els Estats Units i s'ha enregistrat sota els auspicis de la BBC. És una de les relativament poques òperes destinades tant a nens com a adults. Caracteritzada per línies vocals netament esculpides per a veu de soprano infantil i cors infantils animats, l'òpera representa l'obra més ambiciosa de la compositora. També va estrenar The Water Diviner’s Tale (2007), inspirada en el canvi climàtic, una simfonia coral pels BBC Proms i, més tard, Endangered (2012), la qual és una obra orquestral encarregada pel Centre Nacional de les Arts Interpretatives de Pequín pel Concert del Dia Mundial del Medi Ambient el 2013.
El 2019, Portman va escriure Earth Song per als Cantaires de la BBC amb el text del poeta Nick Drake i Greta Thunberg. Portman va compondre la banda sonora de l'especial de Nadal de la BBC1, Mimi and the Mountain Dragon (2019), i el febrer de 2020 va gravar el seu primer àlbum Ask the River com a compositora i pianista per a Node Records.

## Sobre la composició i el procés compositiu
Sobre el procés de compondre una banda sonora, Portman descriu: "La meva labor comença quan tots els elements de la pel·lícula estan gairebé completats. Començo a extreure d'aquests elements el món en el qual la música ha de viure. És molt important per mi passar molt temps endinsant-me en la pel·lícula. Perquè la música ha d'encaixar amb les escenes. Miro cada escena una vegada i una altra, per observar el ritme de la pel·lícula, i així veure quant dura cada escena. Per mi, compondre és completament intuïtiu. El que em fa seguir és la emoció".
Per Portman, les melodies son l'element més important de la música de qualsevol pel·lícula. Sovint estructura les seves composicions al voltant de les idees melòdiques: "Quan estic començant [la música per] una pel·lícula, si necessita una melodia, haig de trobar la melodia adient. I això es converteix en l'element del qual dependrà tota la música, l'element del qual surt tota la resta". Així, moltes de les seves bandes sonores es construeixen a partir d'un motiu melòdic principal, que s'extrapola i modifica creant altres temes secundaris.
Rachel Portman afirma que "l'objectiu d'una banda sonora és il·luminar la història", i per això un element que també utilitza de manera molt conscient és la tímbrica de l'orquestració en cada moment: "Els instruments tenen color. Per exemple, m'agrada utilitzar el clarinet perquè pot ser feliç o trist, tot i que no tan trist com un oboè, i no tan romàntic com una flauta". També, sobre la relació entre la música i l'escena, Portman explica: "Crec que la bona composició [de bandes sonores] pot sustentar-se per si mateixa. Si treus la pel·lícula, compres el CD, el portes a casa i l'escoltes, ha de funcionar".

## Composicions[14][7]
Durant la seva carrera com a compositora, Portman ha escrit més de 100 partitures per a cinema, televisió i teatre, entre les que es pot destacar: The Manchurian Candidate (Jonathan Demme), Oliver Twist (Roman Polanski), Hart's War (Gregory Hoblit), The Legend of Bagger Vance (Robert Redford), Beloved (Jonathan Demme), Benny and Joon (Jeremiah Chechik), Life Is Sweet (Mike Leigh), Never Let Me Go (Mark Romanek), Grey Gardens (Michael Sucsy), The Duchess (Saul Dibb), One Day (Lone Scherfig), The Vow (Michael Sucsy), Snow Flower and the Secret Fan (Wayne Wang), The Lake House (Alejandro Agresti), Història d'un crim (Douglas McGrath), Mona Lisa Smile (Mike Newell), i The Human Stain (Robert Benton).
A part de bandes sonores, la seva obra també inclou musicals (Litle House on the Prairie) i òperes (The Little Prince), així com composicions no cinematogràfiques. Rachel Portman ha col·laborat sovint amb la BBC, component obres per les BBC Proms (The Water Diviner, una simfonia coral) i altres peces orquestrals per la orquestra simfònica de la BBC (Endangered).

### Composicions no-cinematogràfiques
- The Little Prince (2003) - òpera en dos actes basada en el llibre El petit príncep.
- The Water Diviner's Tale (2007) - encàrrec de les BBC Proms[16]
- Little House on the Prairie (2008) - musical basat en el llibre de Laura Elizabeth Ingalls del mateix nom i estrenat al Guthrie Theater de Minneapolis
- Christmas with love from Mrs Claus (2016) - música d'anunci nadalenc de M&S
- Endangered (2012)[9]
- Earth Song (2019) - encarregat per BBC Radio 3[17]
- Ask the River - àlbum amb composicions seves per a piano interpretades per ella mateixa (2020)[18]
- The First Morning of the World (al disc Eden de Joyce DiDonato, 2022)
- Beyond the Screen - Film Works on Piano (2023)

### Bandes sonores de pel·lícules
- Privileged (1982)
- Experience Preferred... But not essential (1982)
- The woman in black (1989)
- Shoot to Kill (1990)
- Life is Sweet (1990)
- Where Angels Fear to Tread (1991)
- Used People (1992)
- Rebecca's Daughters (1992)[19]
- The Joy Luck Club (1993)
- Benny i Joon (1993)
- Ethan Frome (1993)
- The Road to Wellville (1994)
- War of the Buttons (1994)
- Sirens (1994)
- Només tu (Only You) (1994)
- A Pyromaniac's Love Story (1995)
- To Wong Foo, Thanks for Everything! Julie Newmar (1995)
- Palookaville (1995)
- Smoke (1995)
- Les aventures de Pinotxo (The Adventures of Pinocchio) (1996)
- Emma (1996)
- Marvin's Room (1996)
- Addicted to Love (1997)
- Home Fries (1998)
- Beloved (1998)
- The Other Sister (1999)
- The Cider House Rules (1999)
- Ratcatcher (1999)
- Chocolat (2000)
- The Legend of Bagger Vance (2000)
- The Emperor's New Clothes (2001)
- The Truth About Charlie (2002)
- Hart's War (2002)
- Mona Lisa Smile (2003)
- The Human Stain (2003)
- The Manchurian Candidate (2004)
- Lard (2004)
- Julia (2005)
- Because of Winn-Dixie (2005)
- Oliver Twist (2005)
- Història d'un crim (Infamous) (2006)
- The Lake House (2006)
- The Duchess (2008)
- Sisterhood of the Traveling Pants 2 (2008)
- Grey Gardens (2009)
- Never Let Me Go (2010)
- Snow Flower and the Secret Fan (2011)
- One Day (2011)
- The Vow (2012)
- Bel Ami, història d'un seductor (Bel Ami) (2012)
- Private Peaceful (2012)
- Belle (2013)
- Paradise (2013)
- The Right Kind of Wrong (2013)
- Still Life (2013)
- Dolphin Tale 2 (2014)
- Bessie (2015)
- Quan cau la neu (Despite the Falling Snow) (2016)
- L'heroi de Berlín (Race) (2016)
- Remembering Christmas (2016)
- Their Finest (2016)
- A Dog's Purpose (2017)
- Mimi and the Mountain Dragon (2019)
- Godmothered (2020)

### Bandes sonores de televisió
- The Storyteller (1986-8, 1990)
- Oranges Are Not the Only Fruit (1990) - sèrie de televisió sobre la novel·la homònima de Jeanette Winterson.
- Antonia and Jane (1990)
- Friends (1993)

## Premis i nominacions

### Premis
- 1997. Oscar a la millor banda sonora per Emma[20]
- 2010. Premi BMI Richard Kirk Career Achievement Award[21]
- 2015. Primetime Emmy a la millor composició per minisèries, pel·lícula o especial per Bessie[22]

### Nominacions
- 1988. Premi British Film Institute Young Composer of the Year.
- 1990. BAFTA a la millor banda sonora per a televisió per The Woman in Black[23]
- 1991. BAFTA a la millor banda sonora per a televisió per Oranges Are Not The Only Fruit[24]
- 1993. BAFTA Cymru a la millor banda sonora per Rebecca's Daughters[25]
- 1999. Flanders International Film Festival Award per Ratcatcher.
- 2000. Oscar a la millor banda sonora per The Cider House Rules[26]
- 2000. Premi Muse Award From the New York Women in Film and Television[27]
- 2001. Grammy a la millor banda sonora per pel·lícula, televisió o mitjà visual per The Cider House Rules[28]
- 2001. Oscar a la millor banda sonora per Chocolat[29]
- 2001. Globus d'Or a la millor banda sonora per Chocolat[30]
- 2002. Grammy a la millor banda sonora per pel·lícula, televisió o mitjà visual per Chocolat[28]
- 2005. Primetime Emmy a la millor direcció per Great Performances per l'episodi "The Little Prince"[22]
- 2009. Primetime Emmy a la millor composició per minisèries, pel·lícula o especial per Grey Gardens[22]